# Mike Scholten
Mike Scholten ('s-Hertogenbosch, 11 januari 1990) is een Nederlandse voormalig voetballer. Gedurende zijn gehele jeugd- en betaald voetbalcarrière kwam hij uit voor FC Den Bosch. Nadat een blessure een eind maakte aan zijn actieve voetballoopbaan ging hij bij Roda Boys Bommelerwaard club aan de slag als assistent-trainer naast hoofdtrainer Jan van Grinsven. Scholten is een neef van oud-Feyenoordspeler Arnold Scholten. 

## Clubcarrière
Op 22 maart 2010 maakte Scholten zijn debuut voor de club in de competitiewedstrijd tegen FC Volendam. In zijn eerste seizoen voor de hoofdmacht van FC Den Bosch kwam hij tot twee optredens.
In de voorbereiding op het seizoen 2010/2011 raakte Scholten in de oefenwedstrijd tegen Nulandia geblesseerd. Bij nader onderzoek bleek dat hij meerdere scheurtjes in zijn voorste kruisband had waarbij ook zijn buitenmeniscus beschadigd was. Hij moest zeven tot negen maanden revalideren. Van 2013 tot 2016 speelde hij voor OJC Rosmalen, om hierna te verkassen naar Roda Boys Bommelerwaard. Een blessure dwong hem in 2019 zijn loopbaan te beëindigen.

## Statistieken
| Seizoen | Club         | Land      | Competitie     | Wedstrijden | Doelpunten |
| ------- | ------------ | --------- | -------------- | ----------- | ---------- |
| 2009/10 | FC Den Bosch | Nederland | Eerste divisie | 2           | 0          |
| 2010/11 | FC Den Bosch | Nederland | Eerste divisie | 0           | 0          |
| 2011/12 | FC Den Bosch | Nederland | Eerste divisie | 1           | 0          |
| 2012/13 | FC Den Bosch | Nederland | Eerste divisie | 1           | 0          |
| Totaal  | Totaal       | Totaal    | Totaal         | 4           | 0          |